# Parerupa undilinealis
Parerupa undilinealis là một loài bướm đêm trong họ Crambidae.